# Bakersville
Bakersville és una població dels Estats Units i seu del comtat de Mitchell a l'estat de Carolina del Nord. Segons el cens del 2000 tenia 357 habitants.

## Demografia
Segons el cens del 2000, Bakersville tenia 357 habitants, 168 habitatges i 97 famílies. La densitat de població era de 183,8 habitants per km².
Dels 168 habitatges en un 20,2% hi vivien nens de menys de 18 anys, en un 45,2% hi vivien parelles casades, en un 12,5% dones solteres, i en un 41,7% no eren unitats familiars. En el 39,3% dels habitatges hi vivien persones soles el 22,6% de les quals corresponia a persones de 65 anys o més que vivien soles. El nombre mitjà de persones vivint en cada habitatge era de 2,04 i el nombre mitjà de persones que vivien en cada família era de 2,72.
Per edats la població es repartia de la següent manera: un 19,3% tenia menys de 18 anys, un 8,1% entre 18 i 24, un 20,4% entre 25 i 44, un 26,1% de 45 a 60 i un 26,1% 65 anys o més.
L'edat mediana era de 46 anys. Per cada 100 dones de 18 o més anys hi havia 76,7 homes.
La renda mediana per habitatge era de 19.286 $ i la renda mediana per família de 31.563 $. Els homes tenien una renda mediana de 27.500 $ mentre que les dones 22.083 $. La renda per capita de la població era de 15.997 $. Entorn del 15,2% de les famílies i el 18,2% de la població estaven per davall del llindar de pobresa.

## Poblacions més properes
El següent diagrama mostra les poblacions més properes.